# Pero de Bardia
Pero de Bardia o Berdia fue un juglar gallego del siglo XIII. Compositor de lírica gallego-portuguesa.

## Biografía
No quedan datos biográficos. Por la colocación en los cancioneros, dentro de los denominados juglares gallegos, se deduce que era un juglar gallego. Por el sobrenombre se cree que procede de la parroquia de Berdía, perteneciente al municipio de Santiago de Compostela. Su actividad poética pudo darse en la segunda mitad del siglo XIII o a inicios del siglo XIV. En varias de sus composiciones hace referencia a la ermita de Santa Marta, existe una capilla dedicada a esta santa en Santiago de Compostela, sin embargo el profesor José Antonio Souto Cabo, descarta que se trate de la misma a la cantaba el juglar, ya que en esa época formaba parte de una leprosería para mujeres.

## Obra
Se conservan 5 cantigas de amigo, la mayoría pertenecientes al subgénero denominado cantigas de romería.